# Tourenwagen (Automobilbauart)

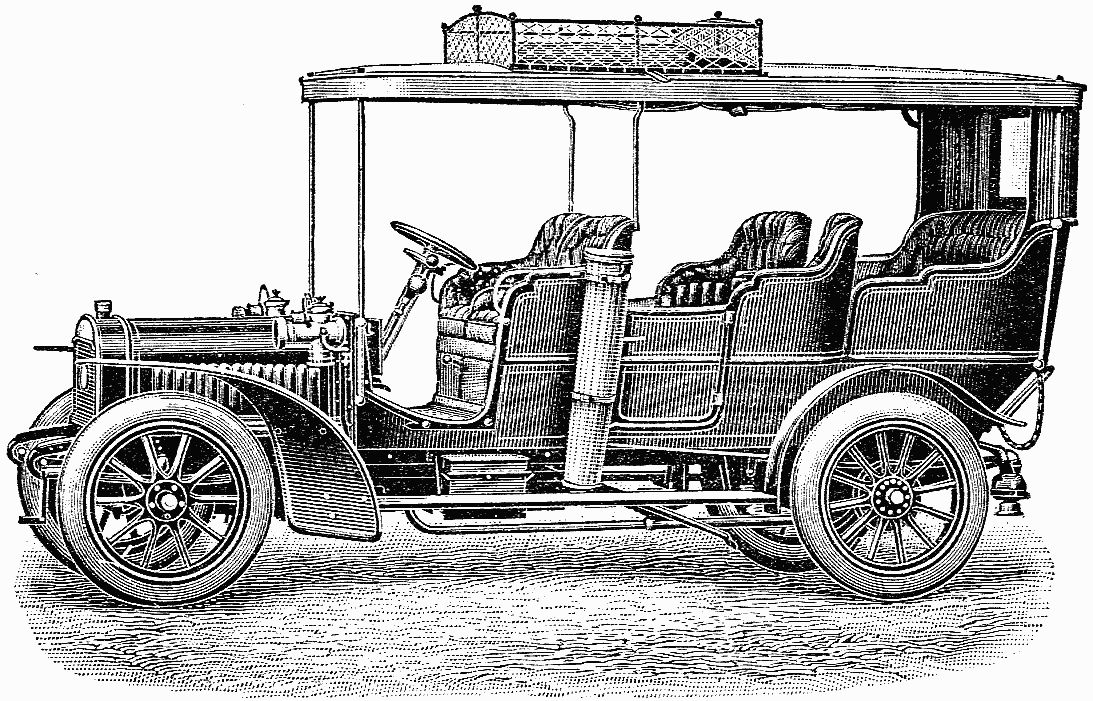
Adler 24/28 PS Tonneau (1908) mit optionalem, festen "Surrey"-Dach

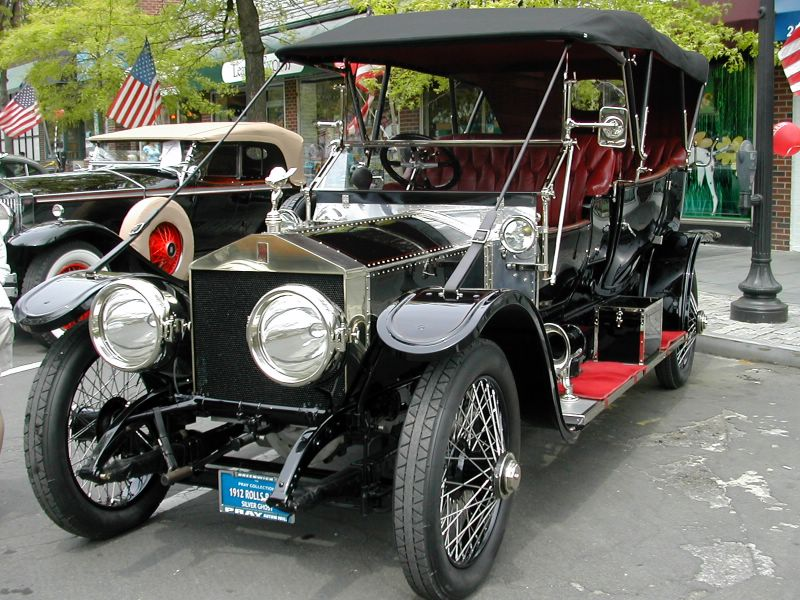
Rolls-Royce 40/50 h.p. ("Silver Ghost") Tourenwagen (1912)

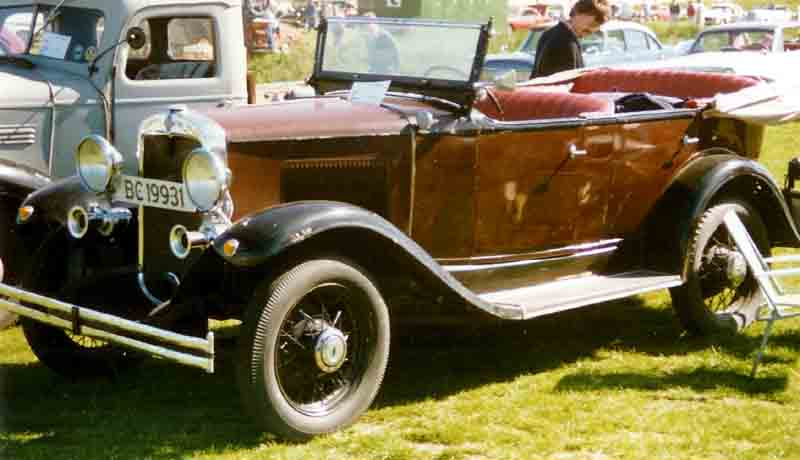
Chevrolet Independence Series AE Phaeton (1931)

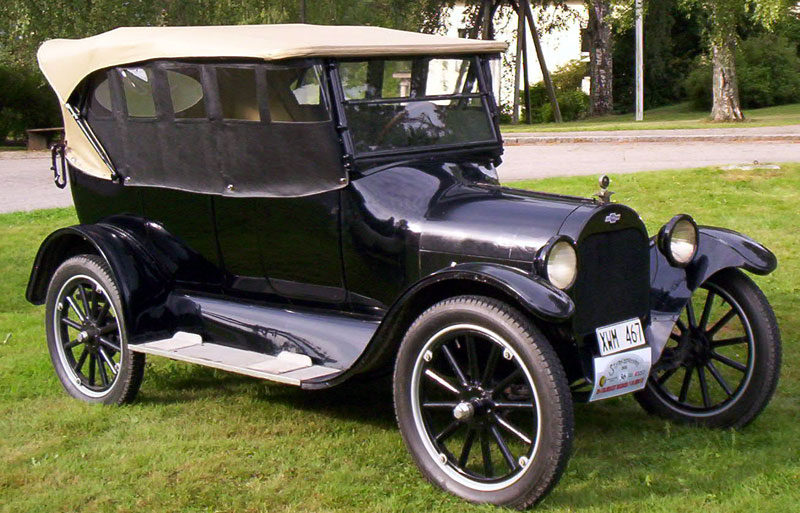
Wetterschutz an einem Chevrolet 490 Touring von 1922

Der Tourenwagen ist eine Automobilbauart, die von Anfang des 20. Jahrhunderts bis Mitte der 1930er-Jahre verbreitet war. Im Vereinigten Königreich wurde er auch (four door) open tourer, in Frankreich Double Phaëton und später Phaëton und in den USA touring oder touring car genannt. Die Bezeichnung kam ab den 1920er Jahren aus der Mode und die Unterschiede zu den sportlicheren Phaeton und Torpedo verwischten sich.
Ein Tourenwagen war für längere Reisen geeignet – daher der Name – und hatte einen offenen Aufbau mit üblicherweise vier bis sieben Sitzplätzen in zwei Reihen, die direkt über seitliche Türen zugänglich waren. Es sind auch Varianten mit drei Sitzreihen und neun bis zehn Plätzen bekannt, wobei die mittlere Reihe dann aus zwei Einzelsitzen mit Durchgang bestand. Eine technische Voraussetzung waren Pressstahlfahrgestelle, um diesen Aufbauten für die Anbringung seitlicher Türen ausreichend Festigkeit zu geben. Frühe Versionen wurden im englischen Sprachgebrauch auch side entrance touring genannt, um sie vom Tonneau mit seinem Heckeinstieg zu unterscheiden.
Bis zur Mitte der 1920er-Jahre war der Tourenwagen neben dem Roadster die häufigste Automobilbauart. Erst dann kamen in größerem Umfang geschlossene Limousinen und Coupés auf, die zur Unterscheidung vom Tourenwagen anfangs auch als Innenlenker bezeichnet wurden.
Im Unterschied zur Limousine, Cabriolimousine oder viertürigem Cabriolet (Convertible Sedan, Berline transformable) hatte der Tourenwagen keine B- und C-Säulen und keine Seitenscheibenrahmen. Vordere Türen kamen erst ab ca. 1912 auf. Diese Ausführung wurde in den USA anfangs fore door touring genannt. Die ersten Versionen hatten keine Windschutzscheiben, danach wurden senkrecht oder fast senkrecht stehende Scheiben, in der Regel umklappbar, eingebaut. Tourenwagen haben ein leichtes, in der Regel ungefüttertes Stoffverdeck. Zusätzlichen Wetterschutz bieten entweder Seitenteile aus Stoff mit Sehschlitzen, die am Verdeck und an der Karosserie beziehungsweise Tür angeknüpft werden, oder, bei späteren Ausführungen, Seitenscheiben, die wie beim Roadster eingesteckt werden. Teure Ausführungen haben manchmal eine hintere, zusätzliche Tonneau-Windschutzscheibe, die mit kompliziertem Klappmechanismus hinter die Rückenlehne der vorderen Sitzbank geschwenkt werden kann.

## Spezielle Bauformen des Tourenwagens (Beispiele)
- Tonneau
- Torpedo
- Phaeton

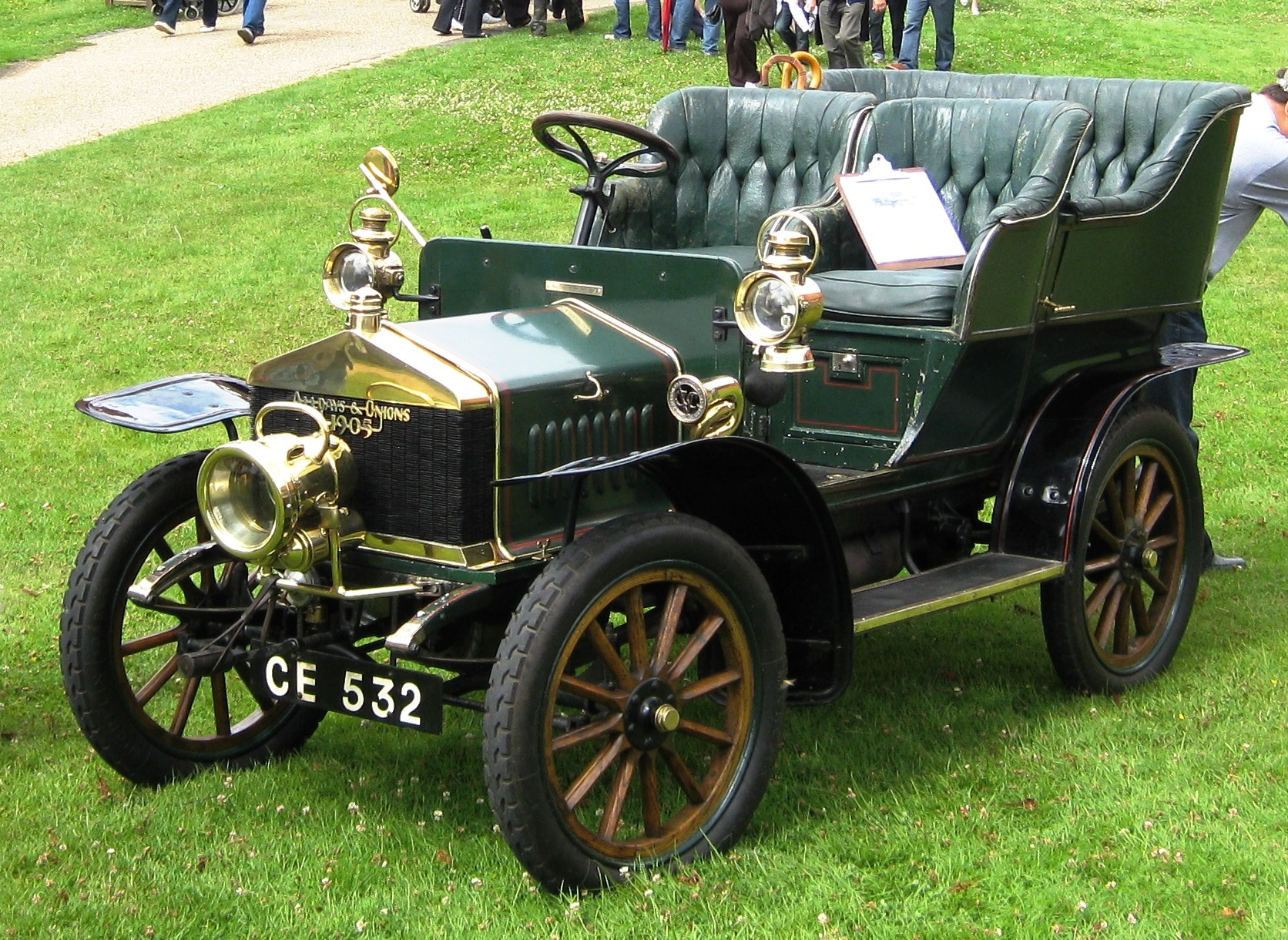
Britischer Alldays & Onions 5 HP Swing Seat Tourer (1905). Der Hebel zum Entriegeln des schwenkbaren Beifahrersitzes ist erkennbar

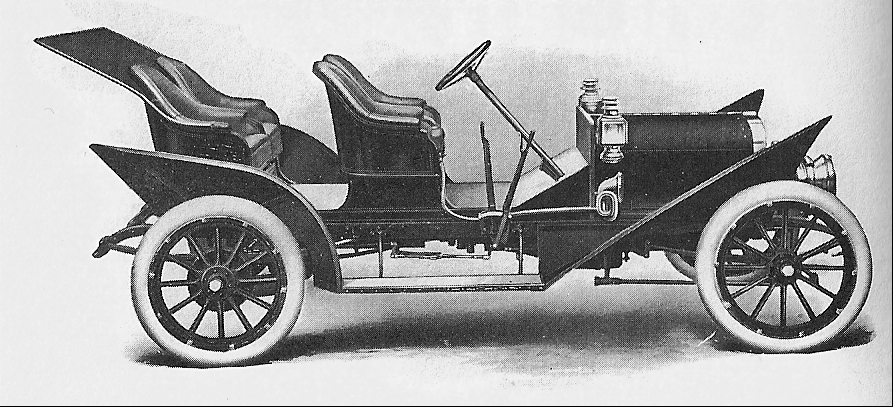
Corbin 4-pass. Runabout (USA, 1908). Diese Bauform wird auch Tourabout genannt

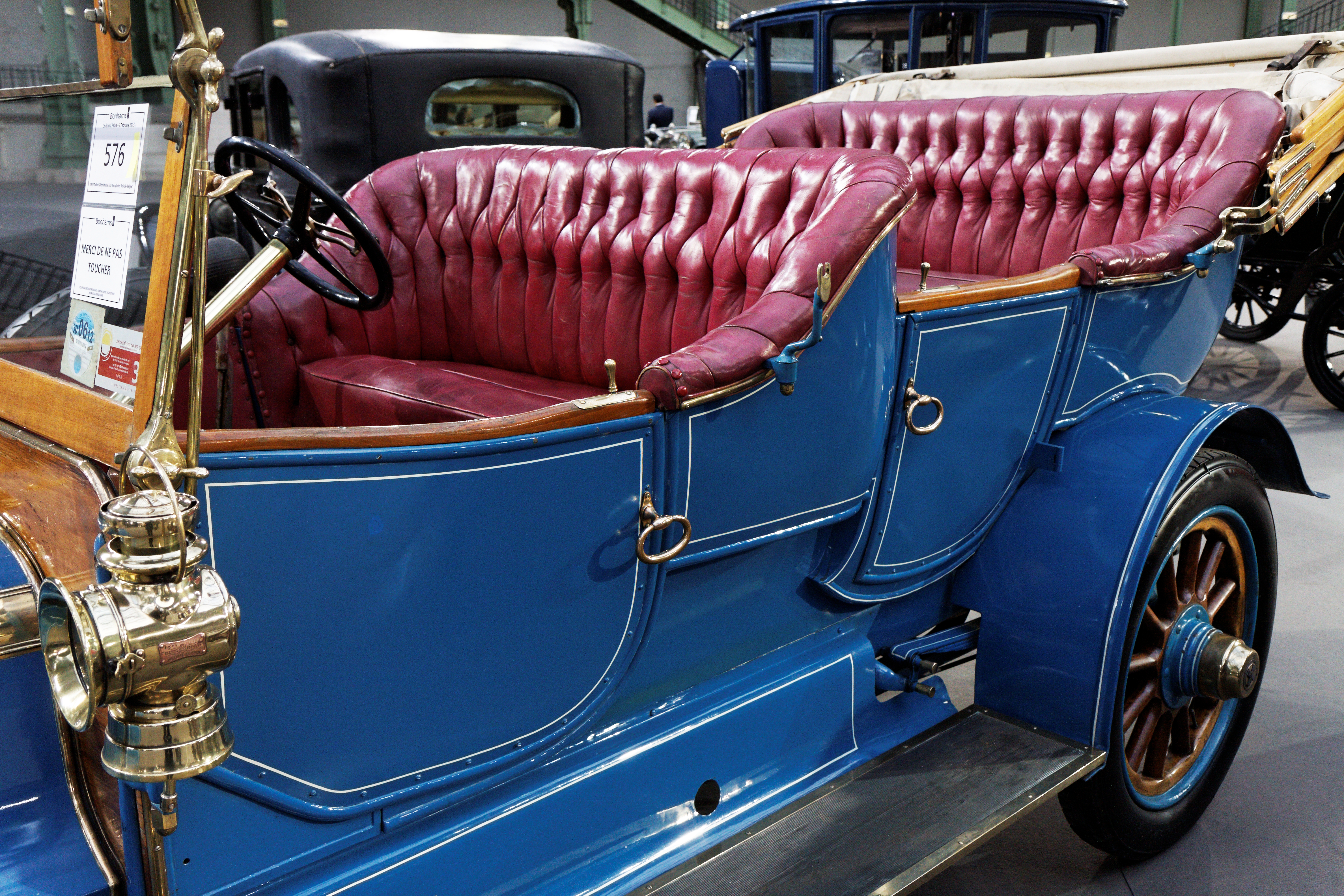
Ein seltener Roi-des-Belges Touring mit vorderen Türen: Talbot Type 6AS (1910)

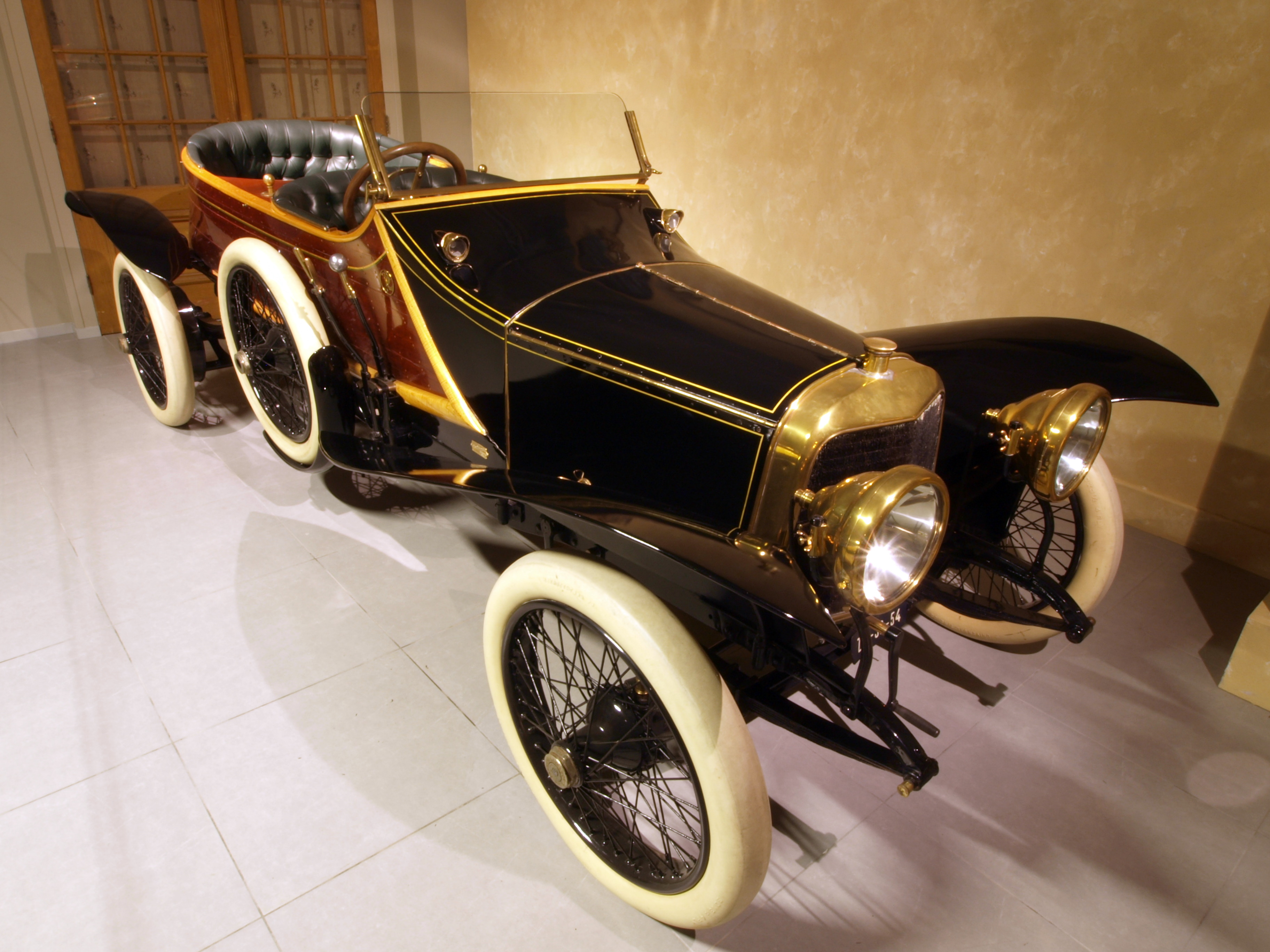
Panhard & Levassor Typ X19 Skiff mit geschwungenen Kotflügeln, karossiert vom Spezialisten Jean Henri-Labourdette (1912)

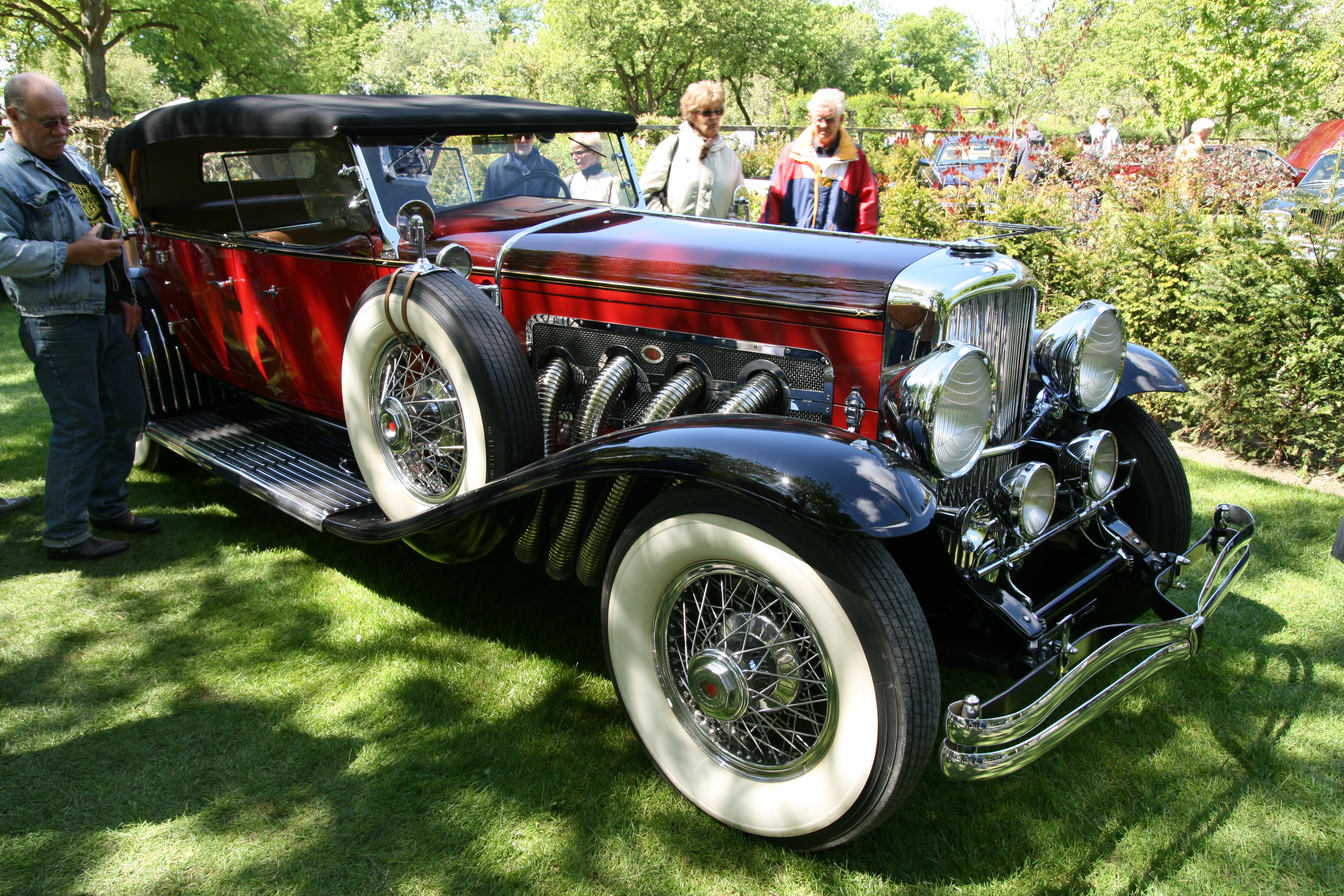
Duesenberg Model J Derham Tourster auf langem Radstand mit zweiter Windschutzscheibe (1933)

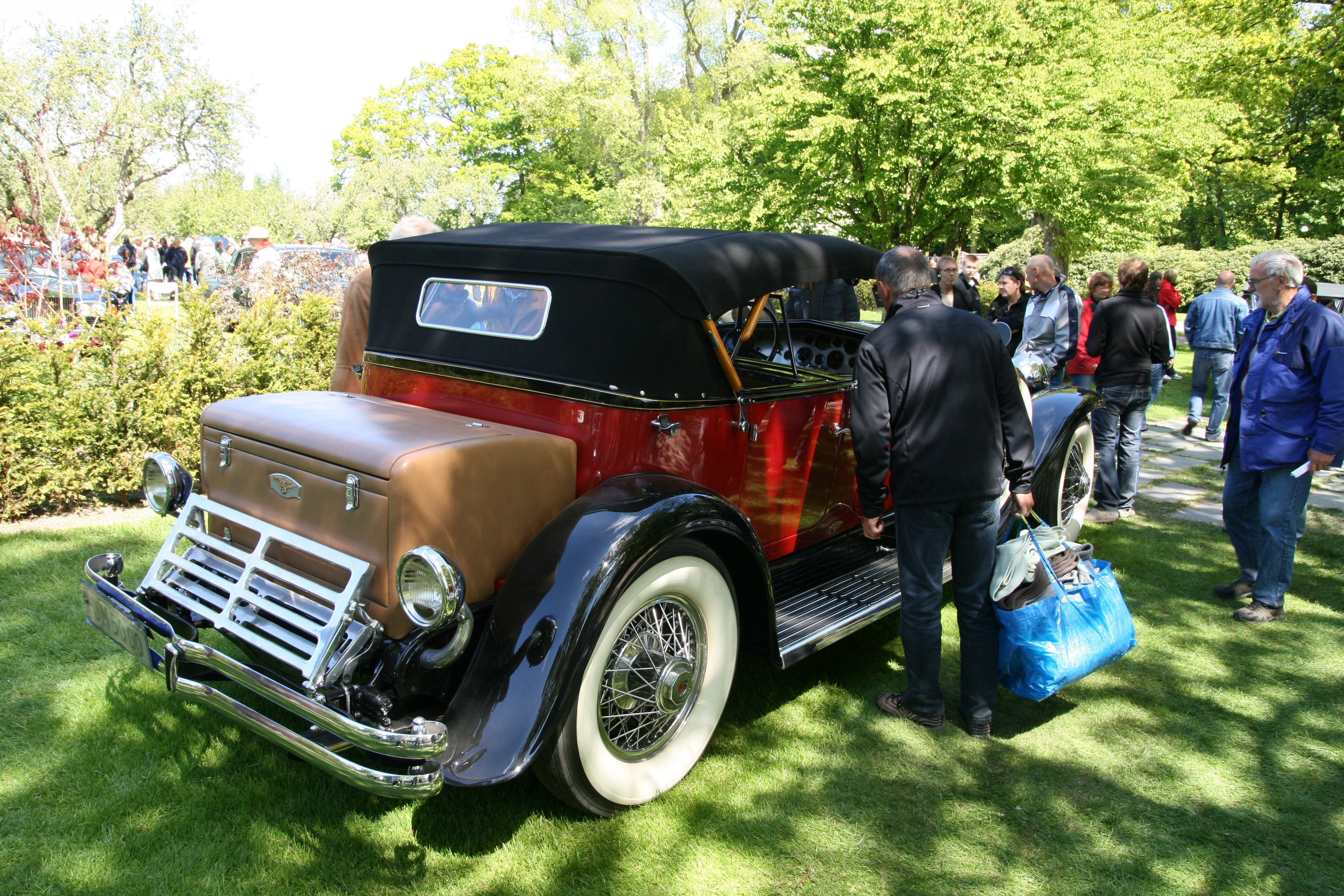
Duesenberg Model J Derham Tourster, Heckansicht (1933)

- Swing Seat Touring:  Diese nur in den ersten Jahren des 20. Jahrhunderts verwendete Bauform ist eine Zwitterform zwischen Tonneau und Touring. Das Fahrzeug hat keine hinteren Türen. Der Wagenfond wird durch Wegschwenken eines Vordersitzes zugänglich – üblicherweise des Beifahrersitzes nach außen –, wodurch eine Öffnung freigegeben wird.
- Roi-des-Belges, King Leopold, Tulipe: Sie ist nach dem ersten Auftraggeber einer solchen Karosserie benannt, König Leopold II. von Belgien. Die Karosserieflanken sind doppelt gewölbt und bilden so eine Tulpenform. In der Regel ist die hintere Sitzbank leicht erhöht. Roi-des-Belges kamen nach 1910 aus der Mode. Sie hatten häufig noch keine vorderen Türen.
- Close-Coupled: Hintere Sitzbank etwas nach vorn verschoben; dadurch sind die Passagiere im Tonneau näher bei den vorderen Mitreisenden. Zudem wird am Heck mehr Platz frei für das Gepäck.
- Skiff: zwei- bis fünfsitzige, offene Karosserie in Bootsform aus Holz; gebaut nach den Prinzipien des Schiffbaus. Die Kotflügellinie verläuft oft wellenförmig; gebaut zwischen 1912 und ca. 1925.
- Fore-Door Touring (USA): Frühe Fahrzeuge (nicht nur Tourenwagen) hatten vorn keine Türen. Sie setzten sich ab etwa 1910 durch. In der Übergangszeit versahen viele Hersteller ihre neuen Modelle mit vorderen Türen zur Unterscheidung von den altmodischeren mit dieser Bezeichnung. Nachdem die vorderen Türen allgemein üblich geworden waren, verschwand auch dieser Begriff wieder.
- Fore-Seat Touring: Bei Konstruktionen mit Heck- oder Unterflurmotor ergab sich die Möglichkeit, in die vordere Spritzwand eine Sitzbank zu integrieren. Nach dem Öffnen des zweiteiligen Deckels wurde sie zugänglich, wobei dessen oberer Teil die Rückenlehne und der untere Trittbrett und Beinstütze bildete. Oft ließ sich eine Decke anbringen, die den Passagieren auf diesem zugigen Sitz wenigstens von der Hüfte abwärts einen notdürftigen Schutz vor Wind und Wetter bot.
- Three-Door Touring (USA): Als ab etwa 1912 Karosserien mit vorderen Türen anstelle von Durchgängen aufkamen, verzichtete man oft auf eine Fahrertür, die sich wegen des außen angebrachten Schalt- und Handbremshebels kaum hätte öffnen lassen. Der Fahrersitz war über die Tür auf der Beifahrerseite zugänglich. Als ab der zweiten Hälfte der 1910er-Jahre erst kleinere, innenangebrachte Bedienungshebel üblich wurden und die Schaltung bald in die Wagenmitte rückte, verschwand diese Variante.
- Salon Touring mit Durchgang zur vordersten Sitzbank; selten auch ohne direkten Zugang zur vordersten Sitzreihe.[1]
- Tourabout: Leichte und besonders sportliche Ausführung für in der Regel vier bis fünf Personen. Die Bezeichnung kam nach 1910 aus der Mode, so dass solche Fahrzeuge häufig noch keine vorderen Türen hatten. Je nach Karossier waren auch hinten keine Türen vorgesehen. Der Begriff überschneidet sich mit dem Toy Tonneau.[2]
- Tourster: Wortbildung aus „Touring“ und „Roadster“. Diese modernere Bezeichnung des Tourabout lässt sich ab den späten 1910er Jahren nachweisen (z. B. bei Auburn). Die Karosserie des Toursters ist schmaler als jene des normalen Touring beziehungsweise Phaeton und in der Regel kürzer. Der Tourster ist typischerweise 4-sitzig und 4-türig.[3] Auch Roadster wurden zwar oft 3- oder 4-sitzig angeboten, waren aber zweitürig. Der Begriff Tourster überschneidet sich mit dem Torpedo, gelegentlich finden sich auch die Bezeichnungen Foursome oder Sport model. Zu den letzten und bekanntesten Toursters gehören die bei Derham in den frühen 1930er Jahren auf dem langen Duesenberg-Fahrgestell aufgebauten Exemplare nach einem Entwurf von Gordon Buehrig.[4]
- Convertible Touring: Touring mit vier Türen, versenk- oder abnehmbaren Seitenscheiben und Verdeck[1]; daraus entstanden das All Weather Phaeton mit erweitertem Wetterschutz[5] und der Convertible Sedan (in Deutschland und Frankreich: Cabriolet, viertürig).
- Convertible Sedan: Salon Touring mit abnehmbarem, festem Dach.[1] Das Dach würde man heute als Hardtop bezeichnen. Diese Bauform setzte sich nicht durch und der Begriff wurde danach für ein konventionelleres Fahrzeug verwendet (siehe oben).
- Open Sedan: Touring mit nicht abnehmbarem, festem Dach und abnehmbaren Scheiben.[1] Das Dach fiele heute ebenfalls unter den Begriff Hardtop. Begriff und Bauform setzten sich nicht durch.[1]
- Open Limousine: Touring mit nicht abnehmbarem festen Dach und abnehmbaren Scheiben.[1] Auch dieses Dach hieße heute Hardtop. Begriff und Bauform setzten sich nicht durch. Zu beachten ist, dass die Limousine zu dieser Zeit definiert wurde mit offenem Chauffeurabteil (aber festem Dach), geschlossenem Passagierabteil und Trennscheibe. Eine Chauffeur-Limousine nach heutigem Verständnis (rundum geschlossen, Trennscheibe) wäre damals als Berline, Conduite-Intérieur beziehungsweise Enclosed-drive Limousine bezeichnet worden.[1][5]

Nach dem Zweiten Weltkrieg gab es die offenen Tourenwagen nur noch zum Gebrauch beim Militär oder bei der Polizei, wobei diese Fahrzeuge Kübelwagen genannt wurden und im Allgemeinen Seitenfenster aus Weichkunststoff hatten.